# Formica planipilis
Formica planipilis es una especie de hormiga del género Formica, familia Formicidae. Fue descrita científicamente por Creighton en 1940.
Se distribuye por Canadá y los Estados Unidos. Se ha encontrado a elevaciones de hasta 3658 metros. Vive en microhábitats como madera muerta y montículos de paja.